# Kartusianorden

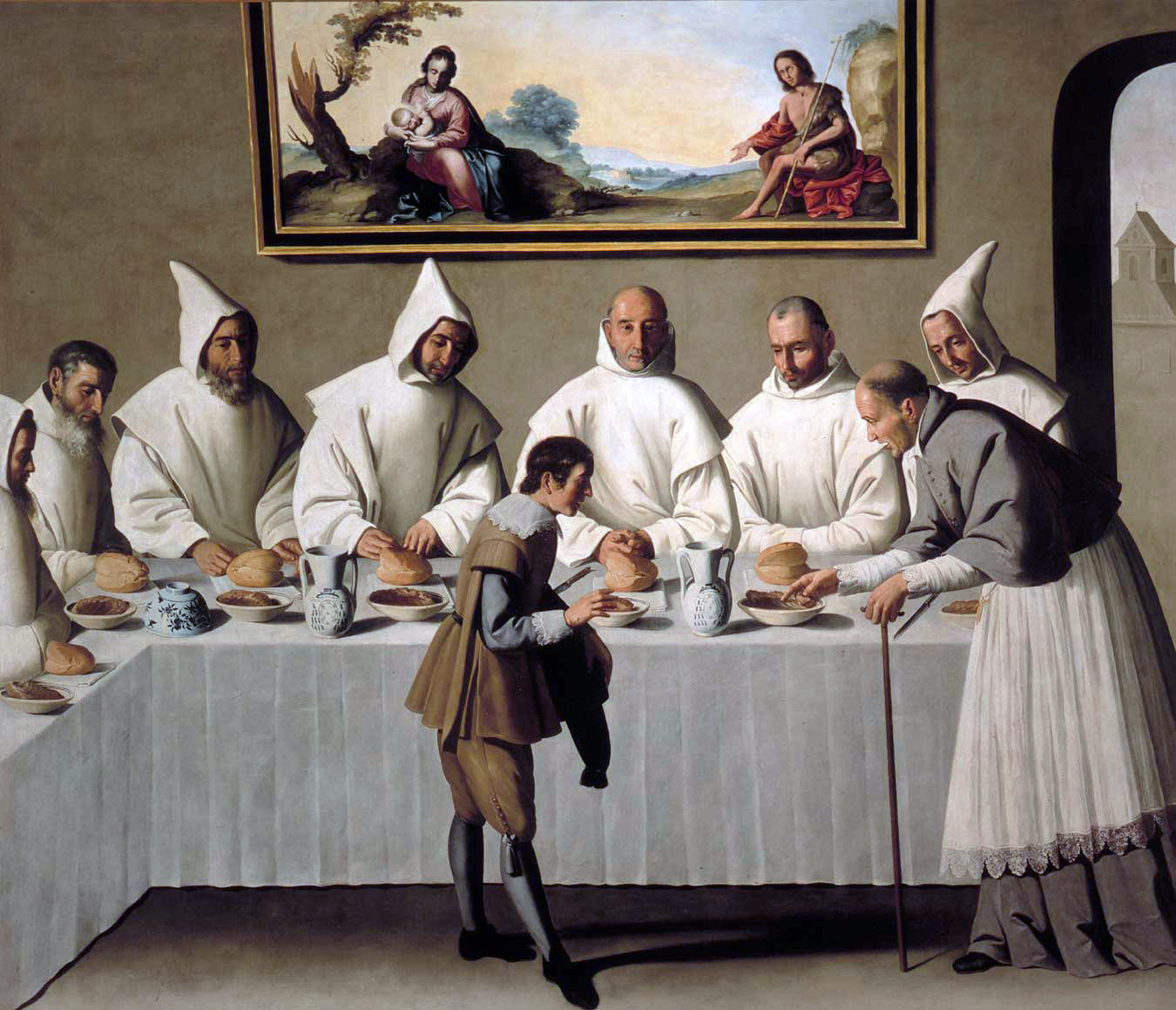
Kartusianorden. Abbot Hugo av Cluny i kartusianernas refektorium (cirka 1633), målning av Francisco de Zurbarán.

Kartusianorden är en katolsk kontemplativ orden vars namn är avlett från stamklostret Grande-Chartreuse i sydöstra Frankrike, grundat 1084 av Bruno av Köln. Ordensreglerna skrevs 1127 och antogs av det första generalkapitlet 1140. Generalkapitlen leds alltid av priorn i Grande-Chartreuse som i detta sammanhang har titeln generalprior. Generalkapitlen består av samtliga priorer och åtta av dem inväljs som diffinitorer i ett beslutande utskott.
Kartusianernas ordensdräkt är vit, medan noviserna bär svart dräkt. Kartusianerna har en egen rit vad gäller mässan och tidegärden, som skiljer sig något från den gängse latinska riten. Den har reformerats något under 1900-talets senare hälft.
Sverige har haft ett kartusiankloster, kallat Pax Mariae, eller Marie Fred (därav ortens namn), grundat 1493. Det var det enda kartusianklostret i Norden, det sista som installerades i Sverige före reformationen och det första kloster som stängdes av Gustav Vasa, år 1526.

## Karakteristik
Typiskt för kartusianerna är att varje munk eller nunna bor i ett enskilt hus med trädgård, medan man har en gemensam kyrka och andra lokaler. De lever mestadels som eremiter, och läser de flesta tidebönerna, utom på morgonen och kvällen, enskilt. (Den dagliga mässan är givetvis gemensam.) Även måltiderna äts i enskildhet. Det enda undantaget är på söndagar, då samtliga tideböner läses/sjungs, och samtliga måltider äts, gemensamt.   

## Munkkloster i Sverige under medeltiden
- Mariefreds kloster, Södermanland